# Relatório Raczyński
O Relatório Raczyński é um relatório oficial diplomático do Governo da Polónia no exílio datado em 10 de Dezembro de 1942, e assinado pelo ministro dos Negócios Estrangeiros Edward Raczyński sobre o extermínio dos Judeus na Polónia ocupada pela Alemanha. Foi o primeiro relatório oficial sobre o Holocausto, informando o público ocidental sobre esses crimes. Foi também o primeiro discurso oficial de um dos governos na defesa de todos os judeus perseguidos pela Alemanha Nazi - não se limitando apenas aos cidadãos do seu país.

## História
O relatório foi escrito pelo diplomata polaco Edward Raczyński, ministro dos Negócios Estrangeiros do Governo no Exílio, em Londres, com base em documentos importados sob a forma de microfilme (material preparado pelo Departamento para os Assuntos Judeus do Quartel-General do Exército) para Londres por Jan Karski, e confirmado pelo seu certificado, e por relatórios preparados por Karski em 1940-1942. O relatório foi enviado em 10 de Dezembro de 1942 aos governos dos países signatários da Declaração das Nações Unida. Foi pessoalmente dirigido a outros ministros dos Negócios Estrangeiros.
Raczyński informou os governos dos países aliados, em nome do governo polaco, sobre a difícil situação dos judeus na Polónia ocupada pelos alemães e os crimes cometidos contra eles, pedindo ajuda.

## Conteúdo
O Governo Polaco — como representantes da legítima autoridade sobre os territórios nos quais os alemães estão a levar a cabo o extermínio sistemático dos cidadãos polacos e de cidadãos de origem judaica de muitos outros países europeus — considera ser seu dever informar os Governos das Nações Unidas, na certeza de que partilharam a sua posição acerca da necessidade não só de condenar os crimes cometidos pelos alemães e punir os criminosos, mas também encontrar os meios que dêem a esperança de que os alemães possam efectivamente ser parados de continuar a aplicar os seus métodos de extermínio em massa.— Edward Bernard Raczyński (1891–1993) Note to United Nations, 10 de Dezembro de 1942.
O relatório foi escrito em nove páginas do typescript. Em 21 de pontos apresenta uma descrição dos antecedentes do problema e a actual situação dos judeus na Polónia ocupada, uma descrição cronológica da campanha de informação do governo polaco nesta área, bem como o apelo aos governos aliados para parar o crime. O relatório foi enviado aos ministros das Relações Exteriores dos 26 de governos que assinaram a Declaração das Nações Unidas em 1942. Abaixo o relatório enviada a Anthony Eden em 10 de Dezembro de 1942:

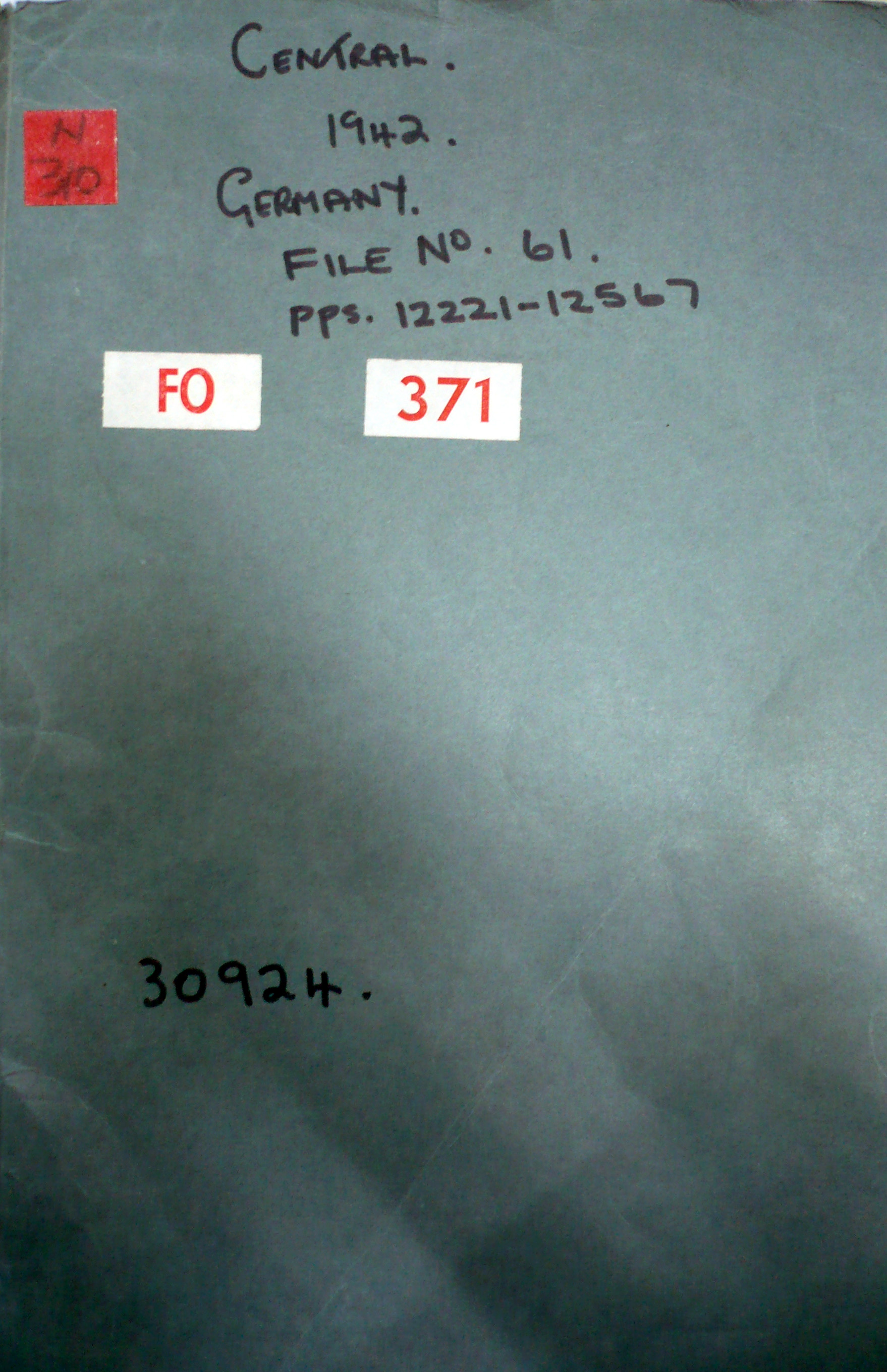
Capa do documento
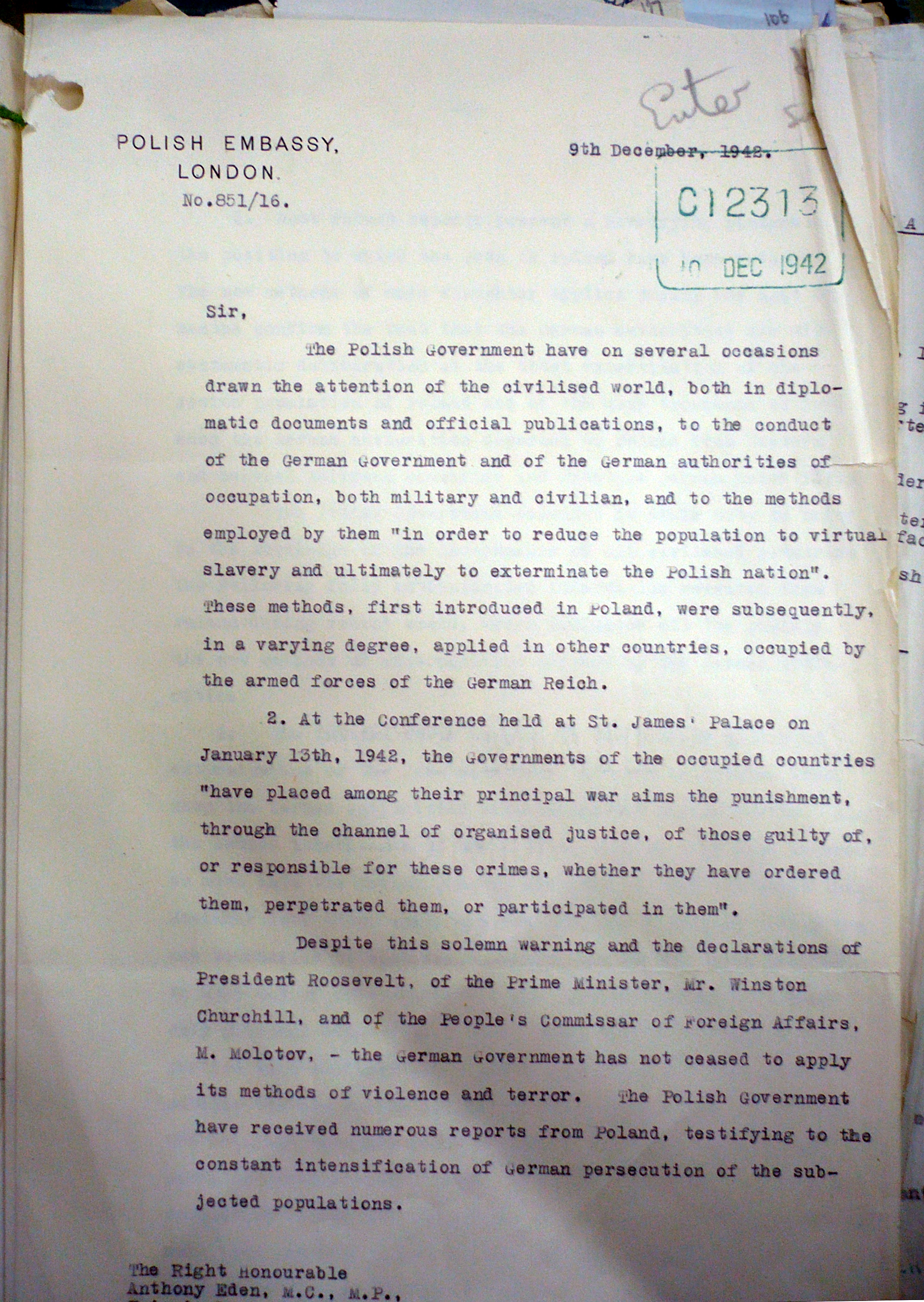
I página 10 de Dezembro de 1942, dirigida a Anthony Eden
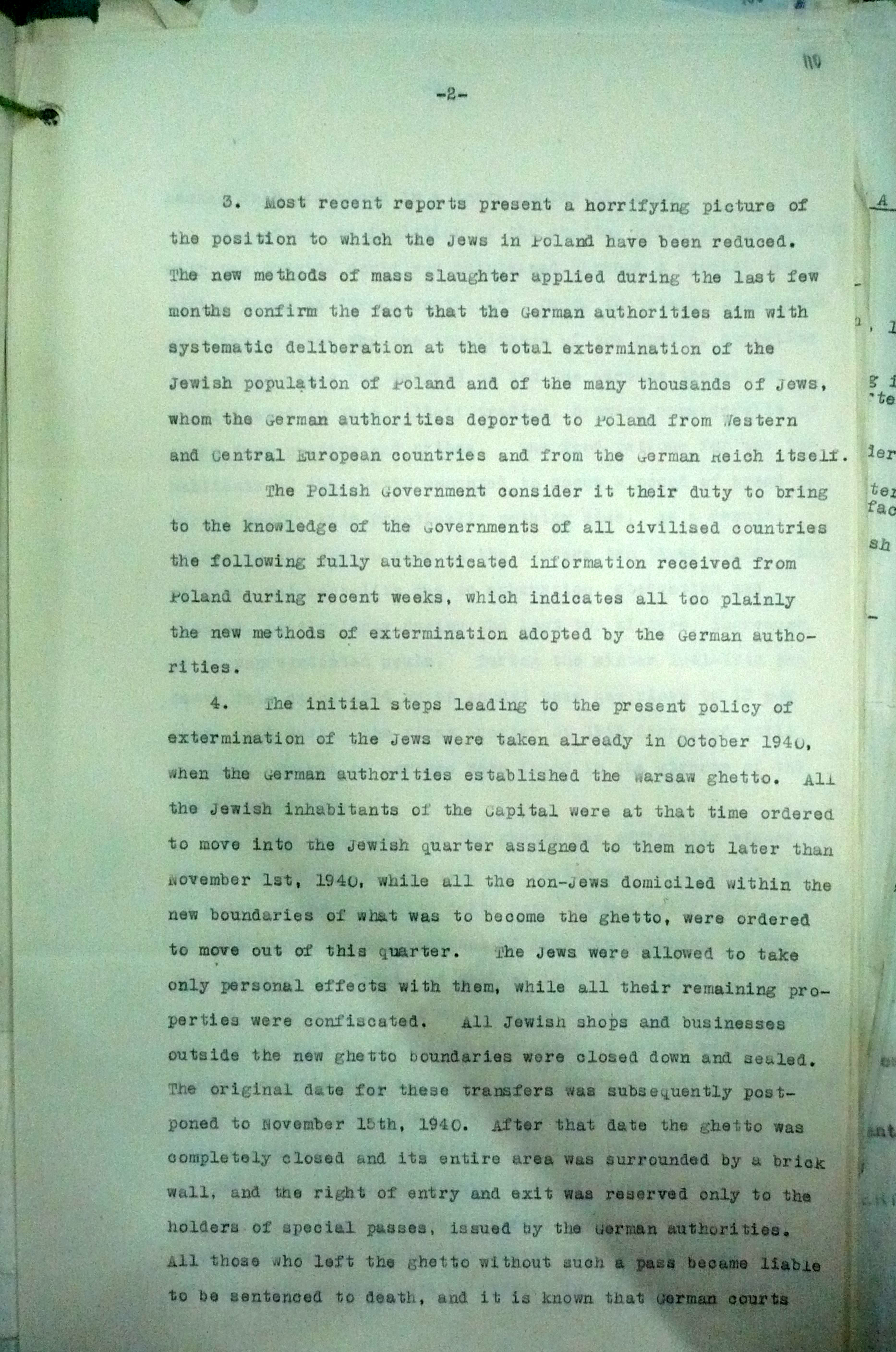
II página
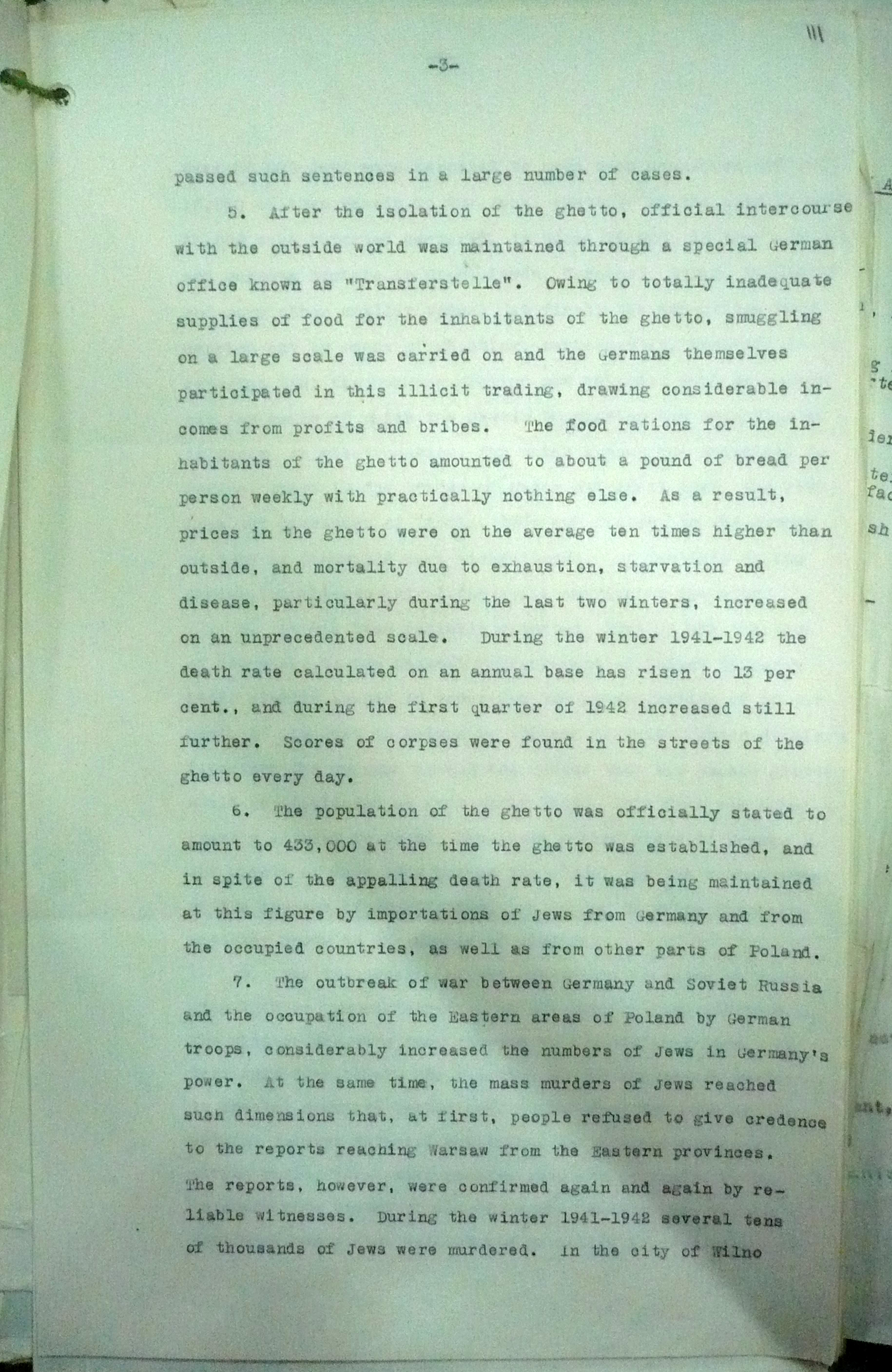
III página
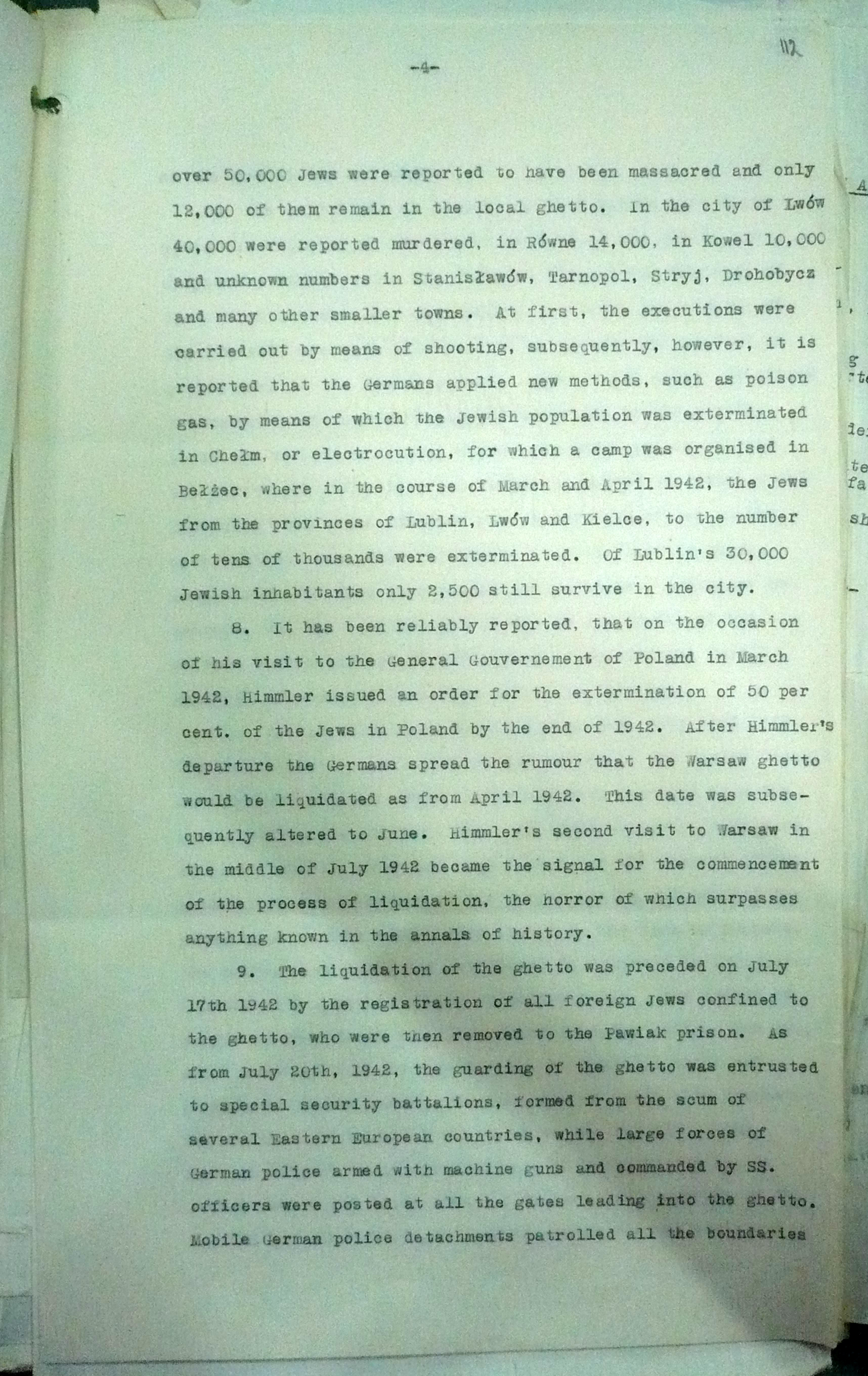
IV página
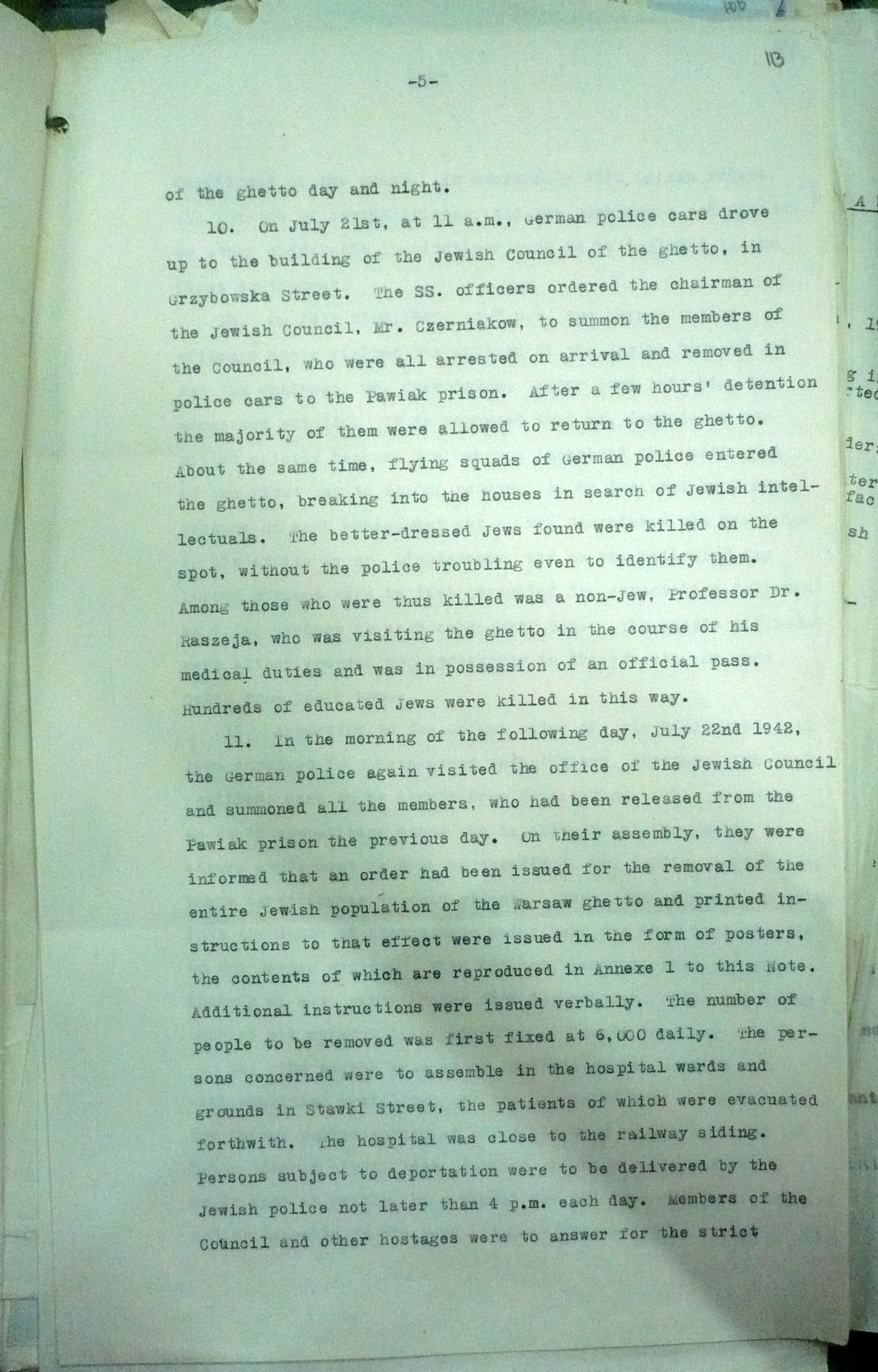
V página
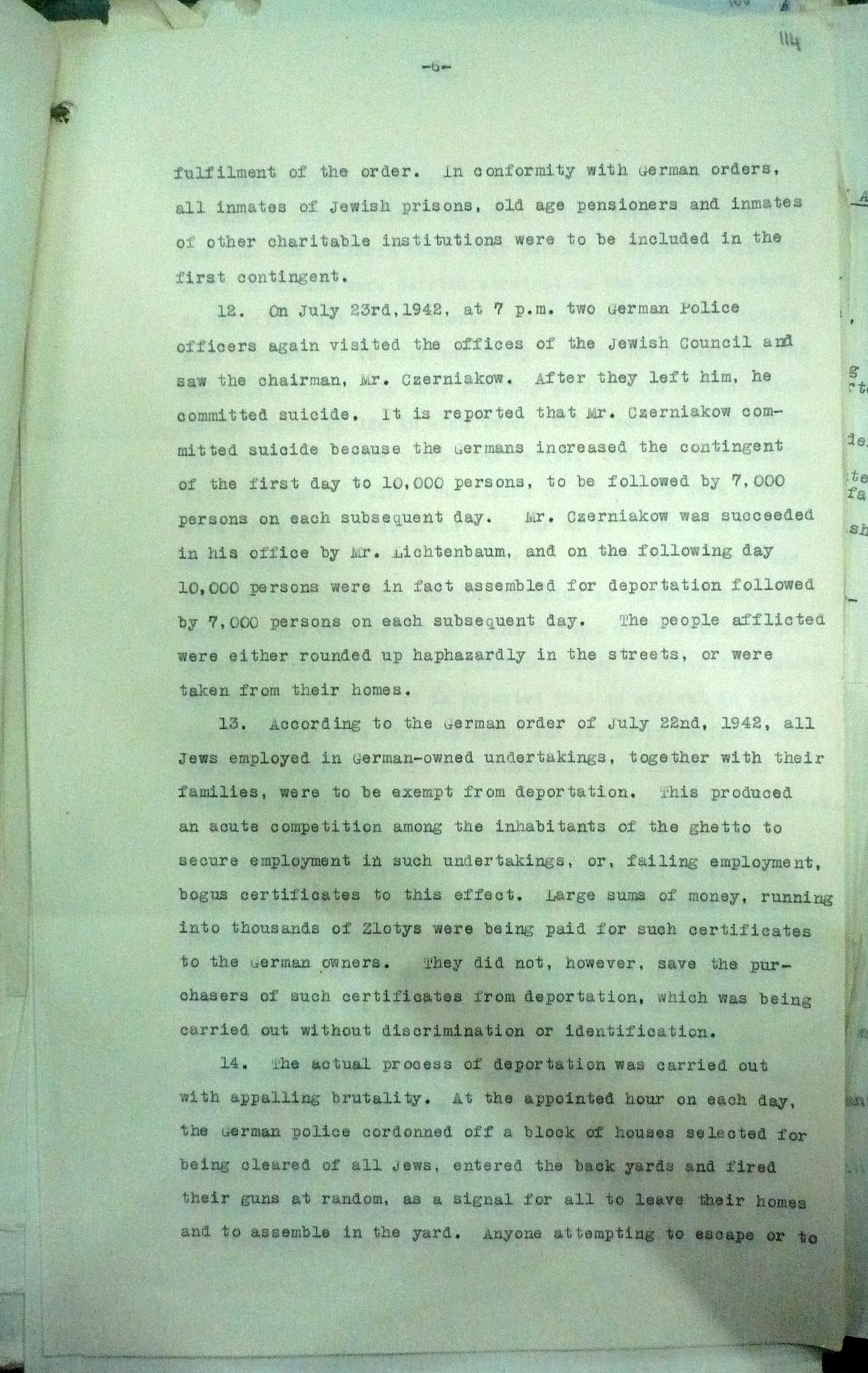
VI página
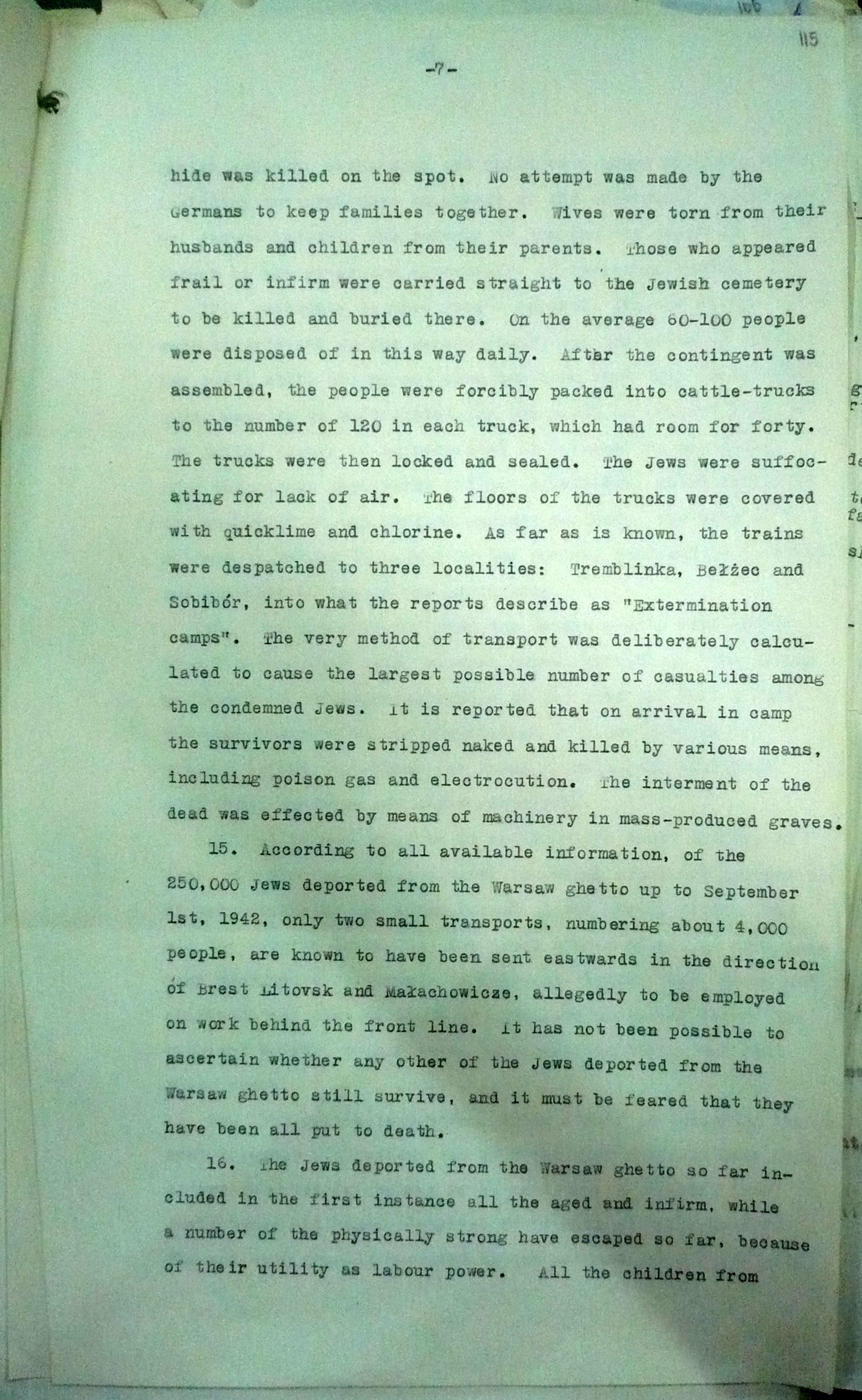
VII página
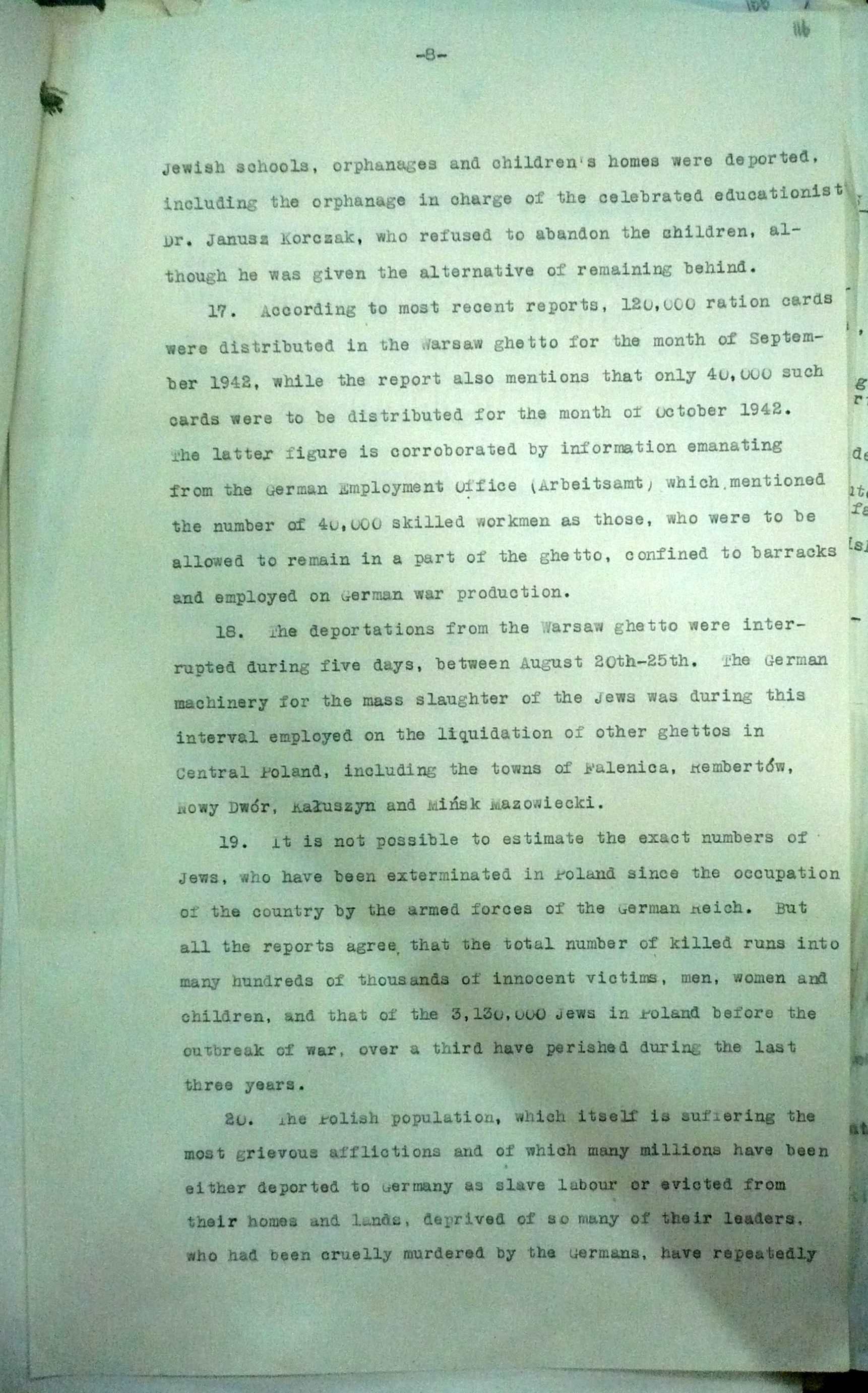
VIII página
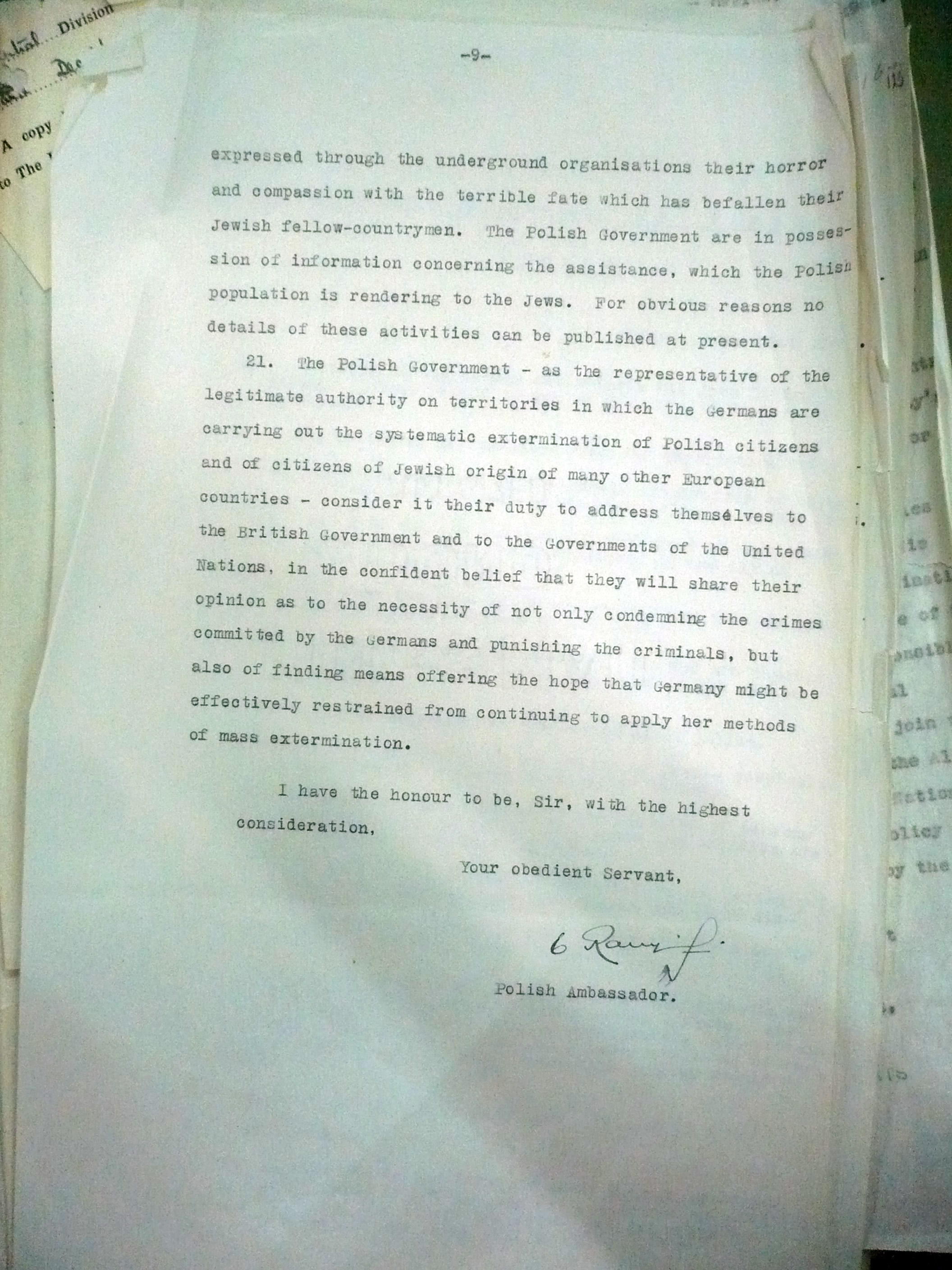
IX página